# キミノマワリ。
キミノマワリ+は、日本の女性アイドルグループ。

## 概要
元BiSのナカヤマユキコがプロデューサー務め選抜された7人で結成。キミとは応援してくれるあなたのことを差し、「その“周り”を何色にでも染めてあげる」というコンセプトからきている。初期の楽曲はBiSの代表曲である「nerve」を作曲したmiifuuが手掛ける。

## 略歴
2018年11月2日 SHIBUYA TAKE OFF 7でデビューライブ「UNVEILING」を開催。
2018年12月28日 青山RizMにて自主企画イベント「マワリフェスvol.1」を開催。
2019年2月1日 渋谷TAKE OFF7にて自主企画イベント「マワリフェスVol.2」を開催。
2019年2月3日 バシフェスサテライトでは、過去最多動員を達成し同年2月12日に開催されたバシフェスvol.4にオープニングアクトとして登場している。
2019年3月15日 渋谷TAKE OFF7にて自主企画イベント「マワリフェスVol.3」。
2019年5月5日 TOKYO IDOL FESTIVAL 2019　　関東・北陸Bブロック決勝ライブ出場。
2019年5月18日 初の1stワンマンライブ、【まっさらな僕ら】を新宿Marzにて開催。プロデューサーナカヤマユキコの卒業発表。
2019年6月2日 渋谷TAKE OFF7にて自主企画イベント「マワリフェスVol.4」を開催。
2019年7月14日 愛踊祭2019関東・甲信越Bエリア代表決定戦、Bエリアファイナリスト＆審査員特別賞。
2019年7月16日 全国流通シングル「ヒマワリ」発売。オリコンデイリーシングルランキング2位(2019年7月15日付)。嵐やAKB48など数多くのアーティストに楽曲提供をしている多田慎也が手掛けた楽曲を、ELLEGARDENの高橋宏貴がドラム、高田雄一がベースの演奏を担当。
2019年7月27日 汐留ロコドル甲子園2019準決勝出場。
2019年8月11日 Space emo池袋にて第1回定期公演。
2019年9月7日 愛踊祭2019決勝大会出場。
2019年11月15日 「1st Anniversary Live ～360。～」を新宿ReNYにて開催。ELLEGARDENの高橋宏貴、高田雄一がドラムとベースの生演奏を披露。白崎ゆながライブ活動を一時休止。
2020年1月31日-2月1日 台北国際アニメフェスステージに出場。
2020年3月28日 白崎ゆな卒業公演を渋谷milkywayにて開催。白崎ゆな卒業。
2020年6月9日 期間限定でキミノマワリ。カフェを六本木で開店。
2021年10月14日 12月17日を持って解散することを発表。

## メンバー
| 名前       | よみ            | 愛称                 | 誕生日   | 出身   | 血液型 | 身長  | 備考                                |
| ---------- | --------------- | -------------------- | -------- | ------ | ------ | ----- | ----------------------------------- |
| 桜木美久   | さくらぎ みく   | みくしぃ、みくちゃん | 11月28日 | 愛知県 | A型    | 157cm |                                     |
| 倉田英茉   | くらた えま     | -                    | 2月21日  | 東京都 | O型    | 156cm |                                     |
| 堀口真白   | ほりぐち ましろ | -                    | 8月27日  | 栃木県 | A型    | 156cm |                                     |
| 神楽もも   | かぐら もも     | -                    | 7月18日  | 東京都 | B型    | 165cm | 現CHERRY GIRLS PROJECT（蒔田 逢乃） |
| 渡部莉果子 | わたなべ りかこ | -                    | 10月28日 | 三重県 | B型    | 163cm |                                     |
| 倉田莉緒   | くらた りお     | -                    | 7月12日  | 東京都 | O型    | 160cm |                                     |

### 旧メンバー
| 名前       | よみ            | 愛称                 | 誕生日   | 出身   | 血液型 | 身長  |
| ---------- | --------------- | -------------------- | -------- | ------ | ------ | ----- |
| 白崎ゆな   | しろさき ゆな   | ゆな                 | 2月15日  | 千葉県 | B型    | 160cm |
| 斎木まこと | さいき まこと   | まこっちゃん、まこ   | 4月7日   | 福岡県 | O型    | 155cm |
| 入榮透生   | いりえ すい     | すい様、すいちゃん   | 2月24日  | 愛知県 | AB型   | 162cm |
| 柊より     | ひいらぎ より   | ひより、よりちゃん   | 7月1日   | 福岡県 | O型    | 162cm |
| 山本章加   | やまもと ふみか | ふみか               | 10月10日 | 愛知県 | A型    | 155cm |
| 小椋あい彩 | おぐら あいさ   | あいしゃ、あいちゃん | 5月10日  | 千葉県 | O型    | 153cm |

## 作品
会場限定盤/配信限定盤
全国流通盤
| #   | 発売日        | タイトル | 収録曲                  | 規格品番 | 備考                                                                |
| --- | ------------- | -------- | ----------------------- | -------- | ------------------------------------------------------------------- |
| 1st | 2019年7月16日 | ヒマワリ | 1. ヒマワリ 2. ほうき星 | MI-1001  | 1. 作詞・作曲：多田慎也、編曲：島田尚 2. 作詞・作曲・編曲：新田目翔 |

### 写真集
- UNVEILING: キミノマワリ。ファースト写真集 (Amazingブックス) Kindle版(2019年1月16日)
- キミノシラナイウチニ: カメラマン高田雄一撮影2nd写真集(日本文芸社)(2020年3月18日)

## 出演

### 映画
- 2019年『ホットギミック』

### テレビ
- 2019年5月14日　テレビ朝日系『musicる TV』 愛踊祭2019グループ紹介
- 2019年8月1日　TOKYO MX『ミライノトビラ』
- 2019年9月3日　テレビ朝日系『musicる TV』2019年9月3日 愛踊祭2019関東・甲信越Bエリア代表決定戦
- 2019年9月6日　TOKYO MX『うたなび！』＃596「闘志決戦・本気(マジ)ライブ！」6月公演
- 2019年9月24日 テレビ朝日系『musicる TV』愛踊祭2019決勝大会
- 2020年12月11日 日テレプラス『@JAM ONLINE FESTIVAL 2020 完全版スペシャル！！』Futureステージ　完全版スペシャル！！ DAY1

### 舞台
- bubbub vol.3（小椋あい彩、桜木美久）
- スリーアウト～ホームラン篇～（白崎ゆな）